# Bromuro d'argento
Il bromuro d'argento è un sale di colore giallo chiaro, che viene prodotto facendo reagire argento e bromo. A differenza della maggior parte dei bromuri, è insolubile in acqua.
La sua formula bruta è AgBr.

## Applicazioni
Essendo una sostanza fotosensibile al blu, viene utilizzato per la fotografia.